# Вальпальмас
Вальпальмас (ісп. Valpalmas) — муніципалітет в Іспанії, у складі автономної спільноти Арагон, у провінції Сарагоса. Населення — 155 осіб (2010).
Муніципалітет розташований на відстані близько 310 км на північний схід від Мадрида, 55 км на північ від Сарагоси.

## Демографія
Динаміка населення (INE ):